# Wilfried Cretskens
Wilfried Cretskens, född 10 juli 1976, i Herk-de-Stad, är en belgisk professionell tävlingscyklist. Cretskens blev professionell 1998 med Vlaanderen 2002. Under säsongen 1997 tävlade han för samma stall som stagiaire (lärling). Han tävlade för Quick Step-Innergetic mellan 2003 och 2008, men inför säsongen 2009 blev belgaren kontrakterad av Silence-Lotto-Q8.
Wilfried Cretskens vann GP Briek Schotte 2003 och 2004. Under säsongen 1999 vann han Flèche Namuroise.
Har deltagit i två Tour de France, 2005 och 2006, men har aldrig avslutat loppet.
Han vann Tour of Qatar 2007 framför stallkamraterna Tom Boonen och Steven de Jongh. Tillsammans med sitt stall Quick Step-Innergetic vann han också lagtempoloppet.
Under säsongen 2008 vann Cretskens tillsammans med Quick Step lagtempoloppet på Tour of Qatar.

## Meriter
1999
Flèche Namuroise
2003
GP Briek Schotte
2004
GP Briek Schotte
2007
Tour of Qatar

## Stall
- 1998-2000 Vlaanderen 2002
- 2001-2002 Domo-Farm Frites
- 2003-2008 Quick Step-Innergetic
- 2009-2010 Silence-Lotto-Q8
- 2011- Donckers Koffie-Jelly Belly